# Port lotniczy Agartala
Port lotniczy Agartala (IATA: IXA, ICAO: VEAT) – port lotniczy położony 12 km na południowy wschód od Agartala, w stanie Tripura, w Indiach.